# Hiver 1946
Hiver 1946 – en anglais Winter 1946 – est un tableau réalisé par le peintre américain Andrew Wyeth en 1946. Cette peinture a tempera sur carton représente un garçon en train de courir vers le bas d'une colline, en hiver. Il s'agit d'une expression du deuil de l'artiste après la récente disparition de son père N. C. Wyeth dans un accident ferroviaire par-delà le monticule,. L'œuvre est conservée au North Carolina Museum of Art, à Raleigh, en Caroline du Nord.